# Кастельжо, Поль де
Поль де Фаже де Кастельжо (фр. Paul de Faget de Casteljau; 19 ноября 1930, Безансон, Франция) — французский математик и физик. Окончил Высшую Нормальную Школу в Париже.
Работая в компании Citroen, в 1959 году разработал алгоритм построения и деления кривой Безье, являющийся достаточно быстрым и надежным. Алгоритм широко применяется в системах автоматизированного проектирования и программах компьютерной графики. В начале 1990-х годах ушёл в отставку, в последние годы занимался кватернионами и метрической геометрией.